# Soběslav (hrad)
Soběslav je částečně dochovaný hrad ve stejnojmenném městě v okrese Tábor. Stojí v ulici Horní příkopy v severozápadním nároží historického centra města v nadmořské výšce 410 metrů. Od roku 1963 je chráněn jako kulturní památka.

## Historie
Hrad byl založen pravděpodobně Rožmberky ve 13. století, ale první písemná zmínka pochází až z roku 1385. Když byl ve sporech šlechty s panovníkem zajat král Václav IV., věznil ho Jindřich III. z Rožmberka krátce právě na soběslavském hradě. Během husitských válek hrad odolal v letech 1421 pokusu o dobytí Janem Žižkou a v roce 1435 tábority, přestože město bylo v obou případech vypáleno. Tomáš Durdík však předpokládá, že během některého z dalších pokusů byl vypálen i hrad. V roce 1467 bylo opraveno městské opevnění. O rok později přešel během domácí války majitel, Jan II. z Rožmberka, z královské strany na stranu zelenohorské jednoty, a musel proto město předat panu Zdeňkovi ze Šternberka, ale hrad mu zůstal. Rožmberkové získali město zpět až v roce 1481.
Podle závěti Petra Voka z Rožmberka nechal v letech 1613–1615 Jan Jiří ze Švamberka část hradu přestavit na českou školu. Po skončení třicetileté války ji město přestavělo na sýpku a později na sladovnu pivovaru, který byl zřízen v hradním paláci a fungoval až do roku 1951. Ve druhé polovině 20. století hrad chátral a opravy proběhly až po roce 2001. Od září roku 2010 v severní části hradu sídlí městská knihovna.

## Stavební podoba
Hrad byl součástí městského opevnění, jehož hradby na něj plynule navazovaly. V samotném severozápadním nároží stojí třičtvrtěokrouhlá věž s rovnou zadní stěnou, která byla pravděpodobně postavena až po polovině 15. století. Vstupovalo se do ní kamenným sedlovým portálem. K severní hradbě přiléhal podsklepený obdélný palác. Místnosti v jeho suterénu mají valené klenby, stropy v přízemí a prvním patře jsou ploché. V patře se nacházel velký sál přístupný dochovaným portálem z pavlače na nádvorní straně a menší obytná komnata z poslední čtvrtiny 14. století. Středověkou podobu dalších objektů nebo opevnění na straně proti městu neznáme. Také renesanční budova bývalé školy na jižní straně byla vícekrát přestavěna.